# Tose
TOSE Co., Ltd. é uma indústria de jogos eletrônicos baseada em Kyoto, Japão fundada em 1979. Ela é mais conhecida por desenvolver a série de jogos Game & Watch Gallery, para Nintendo, e conversões da série Final Fantasy da Square Enix.

## Jogos
Especula-se que existam mais de 100 jogos desenvolvidos pela Tose, dentre inúmeras plataformas de consoles, arcades, computadores e celulares, muitas vezes em conjunto com outras empresas, quase sempre mencionada somente nos créditos finais dos jogos. Também costuma trabalhar em ports de jogos par diferentes plataformas.